# تانجونگ بالای
تانجونگ بالای (اندونزیایی: Tanjung Balai) شهری در استان سوماترای شمالی کشور اندونزی است. جمعیت این شهر بر اساس سرشماری سال ۱۹۹۰ میلادی، ۸۱٫۱۶۰ نفر و بر اساس سرشماری سال ۲۰۰۰ میلادی، ۱۱۹٫۱۱۲ بوده که در سال ۲۰۰۷ میلادی به ۱۵۲٫۸۸۳ نفر افزایش یافته‌است.